# Влахернетисса

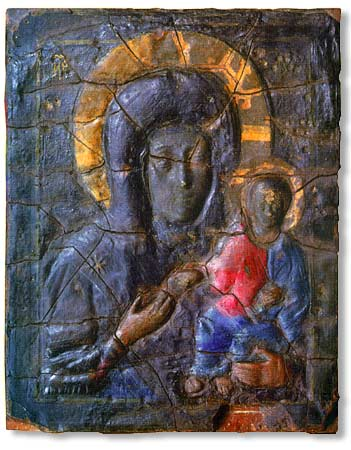
Икона Влахернской Богоматери.
Третьяковская галерея

Влахернети́сса — особый эпитет, присваивавшийся различным изображениям Богоматери, которые по своему происхождению были связаны с Влахернским храмом или были подобны Влахернской иконе. Кроме того, этот эпитет иногда присваивался изображениям Богоматери-Оранты, поскольку именно такое изображение находилось, вероятно, в абсиде Влахернского храма. Данный эпитет определял тип написания иконы и употреблялся наряду с такими эпитетами, как Одигитрия, Елеуса, Оранта и Агиосоритисса, но в отдельный тип не выделяется, а является лишь подтипом Одигитрии.
Впервые упоминается в 1150 году при византийском императоре Мануиле I Комнине икона Богоматери Знамения, находившаяся в столичном храме во Влахернах (отсюда и название Влахернитисса).
Коротко говоря: Влахернетисса — список с Влахернской Одигитрии. По преданию, Влахернская икона — самая первая Одигитрия. Влахернетисса относится к классическому типу Одигитрии, сложившемуся в константинопольском искусстве в XIII—XIV веках. Особенностями иконографии являются: массивность фигуры Богородицы и её почти погрудный обрез, заходящие на поля крупные нимбы, высоко поднятые ноги Богомладенца, которые касаются полей иконы.
Иногда изображение Влахернетиссы размещали на энколпионах, произведённых на территории Киевской Руси, сделанных по греческим образцам.